# Campoplex alticolellae
Campoplex alticolellae är en stekelart som beskrevs av Horstmann 1980. Campoplex alticolellae ingår i släktet Campoplex och familjen brokparasitsteklar. Inga underarter finns listade.